# Strålstjärtshöna
Strålstjärtshöna (Centrocercus urophasianus) är en amerikansk hönsfågel i familjen fasanfåglar. Den förekommer i prärier i västra USA och sydvästra Kanada. Arten minskar i antal, varför IUCN kategoriserar den som nära hotad.

## Utseende och läten
Strålstjärtshönan är en stor, gråbrunmarmorerad skogshöna med en kroppslängd på 66–76  cm för hanen och 48–58  cm för honan. Buken är svart och på stjärten syns långa, styva och spetsiga stjärtpennor. Hanen har svart på strupen och övre delen av halsen, åtskilt av en V-formad vit linje. Ovanför ögat syns en otydlig gul kam. De förlängda vita bröstfjädrarna blåses upp under spelet, då den också reser svarta huvudplymer.
Arten är mycket lik gunnisonhönan som fram tills alldeles nyligen behandlades som en del av strålstjärtshönan. Gunnisonhönan är dock hela 30 % mindre, har längre och fylligare huvudplymer och har vitaktiga band på stjärten som strålstjärtshönan saknar. Vidare skiljer sig lätena under spelet: istället för två svischande ljud från vingarna och två märkliga hoande och smällande ljud har gunnisonhönan tre av det förra och nio av det senare.

## Utbredning och systematik
Fågeln förekommer på prärier och gräsmarker i västra USA och södra Alberta och Saskatchewan, Kanada. Den behandlas som monotypisk, det vill säga att den inte delas in i några underarter. Gunnisonhönan ansågs tidigare utgöra en isolerad population av strålstjärtshöna.

### Släktskap
Strålstjärtshöna placerades tidigare tillsammans med järpar, orrar, präriehöns, ripor och tjädrar i den egna familjen skogshöns (Tetraonidae). Genetiska studier visar dock att de utgör en del av familjen Phasianidae. Där utgör de en klad närmast släkt med kalkoner (Meleagris) och dessa två tillsammans med koklassfasan (Pucrasia macrolopha). Strålstjärtshöna och systerarten gunnisonhöna står närmast präriehönsen i Tympanuchus och järparna i Dendragapus.

## Status och hot
Strålstjärthönan minskar relativt kraftigt i antal. Internationella naturvårdsunionen IUCN kategoriserar den därför som nära hotad. Världspopulationen uppskattas till cirka 150 000 häckande individer.